# Avro Lancaster

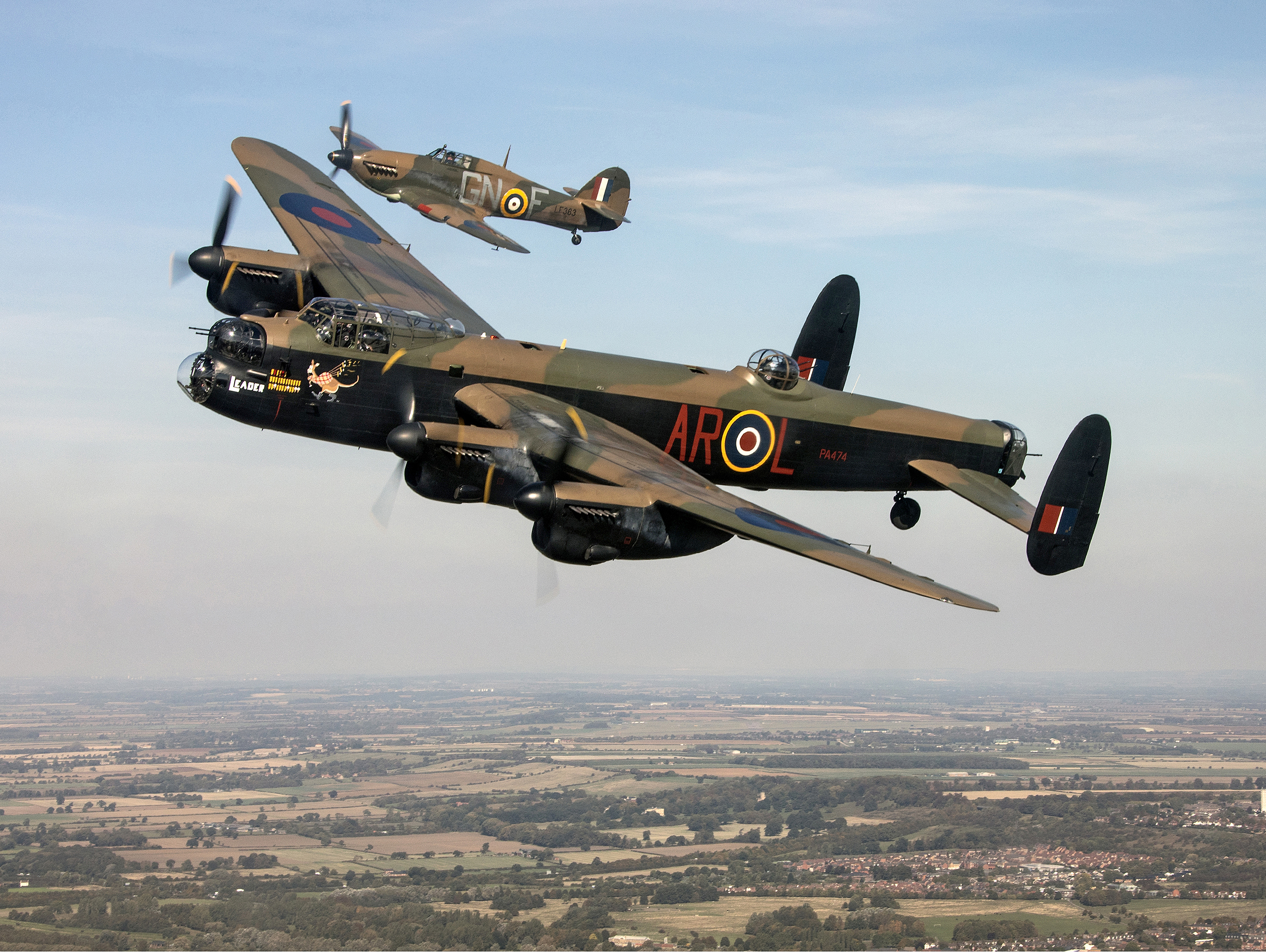
Um Lancaster sendo escoltado pelo Hurricane LF363.

O Avro Lancaster foi um bombardeiro quadrimotor britânico da Segunda Guerra Mundial. Nasceu em 1941 como espólio do fracassado bombardeiro bimotor Avro Manchester.[carece de fontes?]
Seu batismo de fogo ocorreu em 2 de março de 1942 e, até ao fim da guerra, cobriu-se de glórias. Os 7366 exemplares produzidos realizaram 156 000 missões, lançando 608.612 toneladas de bombas (entre as quais algumas "Grand Slam" de 10.000 kg). Entre as suas muitas ações de repercussão, estão o ataque à represa de Moehne e Eder, em 17 de maio de 1943, o afundamento do Tirpitz, em 12 de novembro de 1944 e o Bombardeamento de Dresden entre 13 e 15 de fevereiro de 1945. 
Em 1945, mais de 1 000 Lancaster ainda se encontravam em serviço ativo na Força Aérea Real, em 56 esquadrões.[carece de fontes?]